# داني غروين
داني غروين هو لاعب هوكي الجليد كندي، ولد في 26 يونيو 1952 في ثاندر باي في كندا.

## وصلات خارجية
- داني غروين على موقع دوري الهوكي الوطني (الإنجليزية)
- داني غروين على موقع قاعة مشاهير الهوكي (لاعب أن.إتش.أل) (الإنجليزية)
- داني غروين على موقع EliteProspects.com (الإنجليزية)
- داني غروين على موقع HockeyDB.com (الإنجليزية)
- داني غروين على موقع Hockey-Reference.com (الإنجليزية)